# Nagano Takeshi
Nagano Takeshi (japanisch 永野 健; geboren 17. März 1923 in Shimokamagari (Präfektur Hiroshima); gestorben 12. Mai 2008) war ein japanischer Unternehmer und Wirtschaftsmanager.

## Leben und Wirken
Nagano Takeshi war zweiter Sohn von Nagano Mamoru (永野 護; 1890–1970), Transportminister im 2. Kabinett Kishi. Er studierte an der Universität Tokio und begann nach dem Abschluss 1945 eine Arbeit bei Mitsubishi Mining. Er ging dann in die USA und studierte am Institut für Metallurgie (Fakultät für Ingenieurwissenschaften) an der Columbia University. 1962 machte er seinen Doktor der Ingenieurwissenschaften an der Universität Kyūshū. Er macht Karriere bei Mitsubishi und wurde 1982 wurde er Präsident von „Mitsubishi Metalls“. Er arbeitete an der Kommerzialisierung der letzten Kupferraffinationstechnologie „Mitsubishi Continuous Copper Refining Process“, die gute Eigenschaften wie Umweltfreundlichkeit aufweist. Außerdem leitete er während seiner Amtszeit als Präsident den Wiederaufbau und die Sanierung des ehemaligen Hauptverwaltungsgebäudes („Otemachi First Square“) und errichtete den „Osaka Amenity Park Tower“. Als „Mitsubishi Metalls“ und „Mitsubishi Mining Cement“ 1990 zu „Mitsubishi Materials“ fusionierten, wurde er der erste Vorsitzende.
1991 wurde Nagano Vorsitzender des Arbeitgeberverbandes  „Nippon Keidanren“. Während seiner vier Jahre als Vorsitzender überraschte er die Welt oft mit Vorschlägen wie dem „Baseup-Zero“(ベアゼロ) im Arbeitskampf und wie zur Teilzeitarbeit. Um die Aushöhlung der heimischen Industrie inmitten der raschen Aufwertung des Yen und der Verlagerung der Produktionsstandorte ins Ausland zu vermeiden, nahm er eine entschlossene Haltung ein und zögerte nicht, sich für Lohnsenkungen einzusetzen. Während seiner Zeit als Vorsitzender bis 1995 war er ein entschiedener Gegner der Erhöhungen der öffentlichen Versorgungstarife und gegen eine Revision der Mautgebühren für Autobahnen. Er war bekannt für seine offenen Äußerungen, etwa im Streit mit Verkehrsminister Kamei Shizuka über die Einführung von Teilzeit-Flugbegleitern bei Fluggesellschaften.
1994 wurde Nagano mit dem Orden des Heiligen Schatzes 1. Klasse ausgezeichnet. 1995 Vorsitzender der „Japan Foundation for Aging and Health“ (長寿科学振興財団, Chōju kgaku shinkō zaidan).